# Stanislao Lepri
Stanislao Lepri (Roma, 12 giugno 1905 – Parigi, 1980) è stato un pittore italiano surrealista, e un diplomatico.

## Biografia
Membro della nobiltà nera romana, della famiglia dei marchesi Lepri di Rota, Stanislao Lepri fu console italiano per il Principato di Monaco. Nel 1940 si trasferì a Parigi, dove fece amicizia con artisti come Picasso, Ernst e Breton, la cui influenza può essere vista nelle sue opere successive.
Nel 1941 conobbe Leonor Fini. Nel 1943 Lepri venne richiamato a Roma e Fini lo accompagnò fino al termine della seconda guerra mondiale. Nel 1946 rientrarono a Parigi e Lepri abbandonò la carriera diplomatica per diventare pittore. Quando Fini incontrò a Roma nel 1952 lo scrittore polacco Konstanty Jeleński, detto Kot, presentatole da Fabrizio Clerici, Jeleński si unì a Fini e Lepri nel loro appartamento parigino e i tre rimasero inseparabili fino alla morte, tanto che sono sepolti in un'unica tomba a Saint-Dyé-sur-Loire.
Lepri fu anche scenografo e illustratore teatrale, realizzando le scene per Voyage aux états de la Lune di Cyrano de Bergerac  e nel 1950 i costumi per L'Armida a Firenze per il Maggio Fiorentino.